# Liste der Nummer-eins-Hits in Frankreich (1956)
Diese Liste enthält alle Nummer-eins-Hits in Frankreich im Jahr 1956. Es gab in diesem Jahr vier Nummer-eins-Singles.
| - Eddie & Tania Constantine – L'Homme et l'enfant (The Little Boy And The Old Man) - 11 Wochen (28. Dezember 1955 – 14. März 1956) - Lucienne Delyle – Amour, castagnettes et tango - 3 Wochen (15. März – 4. April) - Gloria Lasso – Étranger au paradis - 5 Wochen (5. April – 9. Mai) - Dario Moreno – Je vais revoir ma blonde - 35 Wochen (10. Mai 1956 – 10. Januar 1957) |